# Tillandsia pampasensis
Tillandsia pampasensis är en gräsväxtart som beskrevs av Werner Rauh. Tillandsia pampasensis ingår i släktet Tillandsia och familjen Bromeliaceae. Inga underarter finns listade i Catalogue of Life.